# La Vallée de l'éternel retour
La Vallée de l'éternel retour (titre original : Always Coming Home) est un livre écrit par Ursula K. Le Guin et publié en 1985.

## Caractéristiques de l'ouvrage
C'est un recueil de nouvelles à ceci près que certains textes sont des entretiens avec des personnages fictifs, d'autres sont des descriptions « ethnologiques » du peuple imaginaire Kesh, de ses traditions, de ses rites, de sa technologie. Certains textes sont présentés comme étant des poèmes, des autobiographies ou des pièces de théâtre kesh. 
C'est une œuvre d'anticipation dans le sens où l'auteur place l'action dans le futur, mais ce n'est pas de la science-fiction classique puisque la technologie a régressé. C'est un univers post-apocalyptique puisqu'un événement cataclysmique a eu lieu dans un passé lointain, mais il n'emprunte pas les clichés du genre.
L'auteur décrit son livre comme « une archéologie du futur. »

« Qui sait si les personnes qui peuplent ce livre n'auront pas pu avoir vécu dans fort longtemps en Californie du Nord ?

The people in this book might be going to have lived a long, long time from now in Nothern California. »

— phrase d'ouverture du livre

## La forme du livre
La « colonne vertébrale » du livre est le récit autobiographique de Roche Qui Raconte, une femme kesh qui a vécu une partie de sa vie au sein du peuple Dayao, ou peuple du Condor. Ce récit, découpé en trois parties, représente la nouvelle la plus longue, mais n'occupe qu'un tiers du livre. Entre ces parties s'intercalent des textes plus courts : littérature kesh (poèmes, chants, pièces de théâtre, improvisations théâtrales, extraits de romans, nouvelles), entretiens, recettes de cuisine, descriptions et explications du mode de vie, comme si l'on lisait un ouvrage documentaire sur un peuple lointain. L'ouvrage se conclut par un lexique de la langue kesh.
La première partie du récit est l'enfance de Roche Qui Raconte, alors appelée Chouette du Nord. On y découvre le peuple Kesh comme étant un peuple sédentaire agricole, habitant des bourgs, et dont les relations sont basées sur le partage et le troc. Il n'y a pas de production de masse (industrie) ni d'État. Alors que l'on commence à s'imaginer un monde antique ou médiéval, l'auteur introduit des éléments de technologie : l'Ancienne Voie droite qui relie les bourgs pourrait bien avoir été une autoroute avant de servir à la transhumance, puis l'on entend parler de lampes à pile et de projecteurs. Au fur et à mesure des textes apparaissent fusil, électricité, train, terminal informatique, maladies dégénératives dues à la pollution.
De même, une dimension fantastique est apportée par petites touches. Cela reste toujours peu spectaculaire, comme par exemple le grand-père de Chouette du nord qui peut dématérialiser une cuiller. La plupart du temps, on ne sait pas s'il s'agit réellement d'événements fantastiques ou bien simplement d'une interprétation d'événements naturels par un peuple superstitieux.

## La Californie du Nord

La Californie submergée, cadre fictif de l'œuvre.

Les Kesh peuplent la vallée du Na, un fleuve prenant sa source au pied d'un volcan et aboutissant dans une mer semi fermée. Il s'agit en fait de la vallée de Napa en Californie, où Ursula Le Guin a grandi. Selon une légende urbaine, napa signifierait « tu reviendras toujours » (la signification réelle est controversée), le parallèle avec le titre de l'œuvre étant évident.
La Californie a été défigurée probablement par un séisme (The Big One) qui a eu lieu plus de 500 ans avant le récit, et qui a submergé certaines vallées. Le mont Grand-mère (Ama Kulkun) serait alors le mont Saint Helena, l'Ancienne Voie droite la Route 29. La mer Intérieur du Nord serait la vallée de Sacramento, la mer Intérieur du Sud la vallée de San Joaquin et la mer d'Omorn le Grand Bassin (Nevada). Les montagnes de la Chaîne de Lumière, les monts du Lièvre et de la Sauge correspondraient à la Sierra Nevada, la Péninsule méridionale correspondrait à la chaîne Diablo, le fleuve Noir serait la Pit River et le fleuve des Marais la partie amont du Sacramento. Kastoha serait la déformation de Calistoga, et Telina de Saint Helena.
Certains lieux ont conservé leur nom réel comme le lac Clair (Clear Lake), les champs de Lave (Lava Beds) ou les montagnes Blanches (White Mountains (en)).

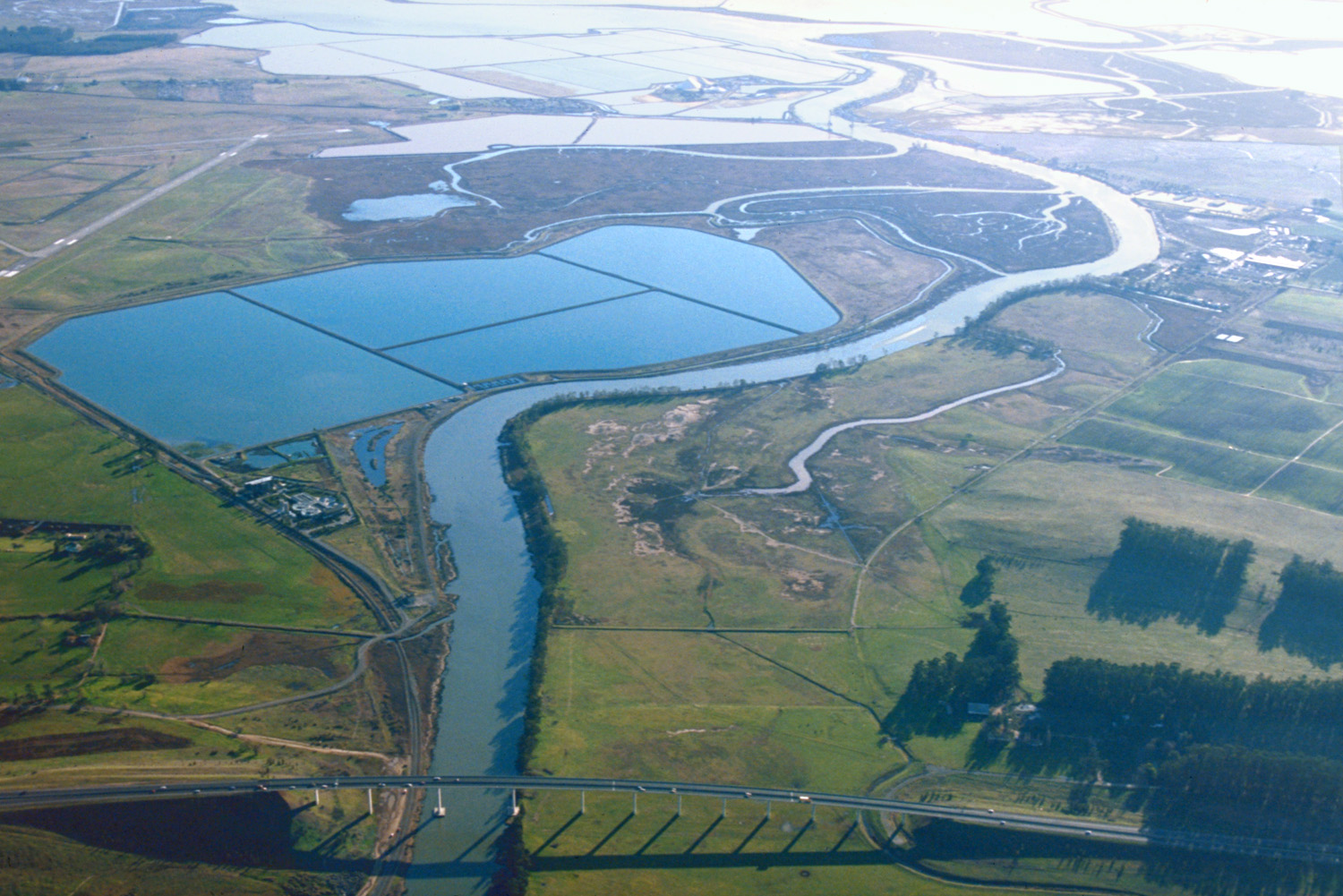
Napa Valley, qui a inspiré la vallée du Na
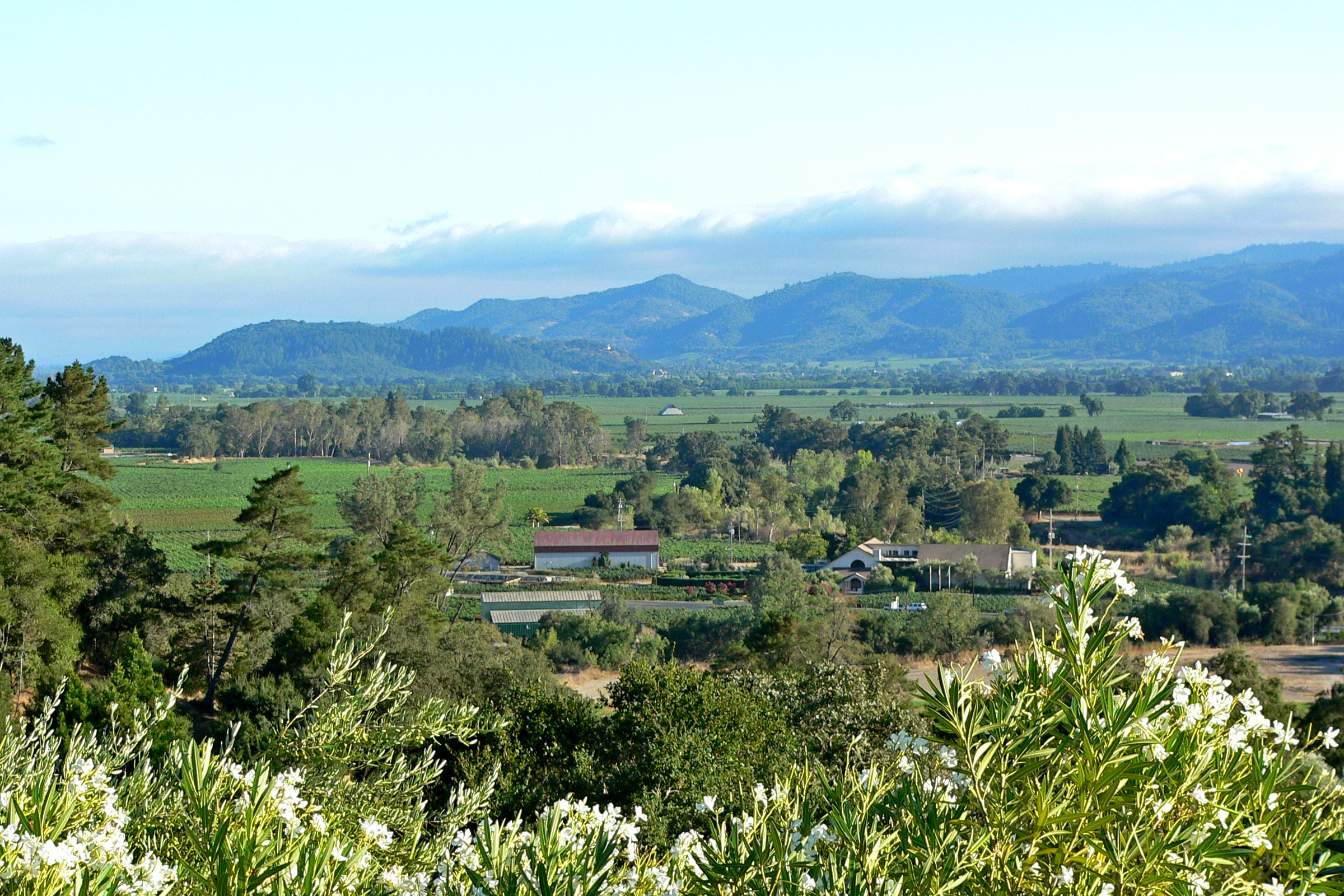
id.
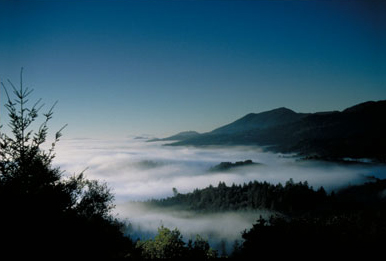
id.
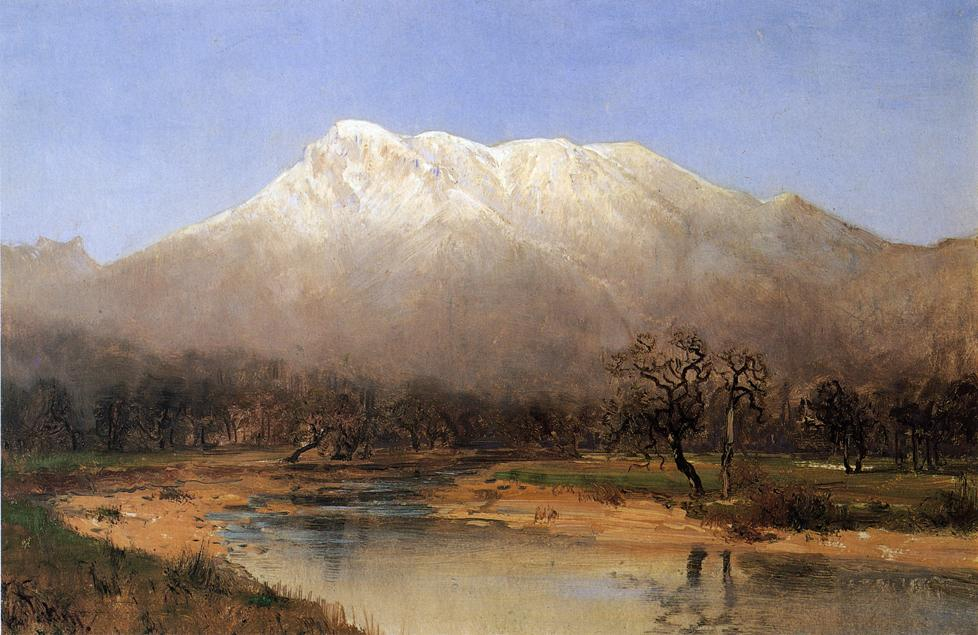
mont Saint Helena, qui a inspiré l'Ama Kulkun

## Le peuple Kesh

Heyiya-if

Pour le peuple Kesh, le monde s'organise en neuf maisons : les cinq maisons de la terre — Obsidienne (1), Argile bleue (2), Serpentine (3), Adobe jaune (4), Adobe rouge (5) —, qui regroupent les êtres vivants : plantes, animaux domestiques, animaux sauvages, humains, … et les quatre maisons du ciel — Pluie (6), Nuage (7), Vent (8), Air calme (9) —, domaine de l'air, du cosmos et des non-vivants : les êtres à naître ou bien morts. C'est ainsi que lorsqu'il croise un chasseur portant un cerf mort sur ses épaules, le Kesh salue le chasseur et l'animal, remerciant ce dernier pour sa contribution à la vie du bourg — on parle à un animal mort comme à un humain.
Les familles sont également affiliées à une des cinq maisons de la terre, la filiation se faisant par la mère. Le tabou de l'inceste s'applique également aux membres d'une même maison, même si les personnes n'ont pas de lien « direct » au sens où nous l'entendons. Les maisons patronnent des loges, sortes de confréries ou de guildes, ainsi que des arts (métiers, professions).
La population de la vallée se concentre dans neuf bourgs : Wakwaha-na, Kastoha-na, Chukulma, Chumo, Ounmalin, Telina-na, Sinshan, Madidinou et Tachas Touchas. Les Kesh n'ont qu'un prénom, auquel on ajoute la maison et le bourg, par exemple « Pic Doré de la Serpentine de Telina-na ».
L'espace et le temps s'organisent comme une spirale à deux branches, le « heyiya-if », un symbole sacré des Kesh. C'est évidemment le symbole du temps qui passe — temps cyclique (cycle des jours, des saisons, de la vie) mais qui ne boucle pas (évolution avec un début et une fin, temps linéaire). Les bourgs sont eux-mêmes organisés selon ce schéma : une branche spiralée pour les habitations, et une branche spiralée pour les cinq heyimas — lieux d'enseignement et de pratique des rites (essentiellement des chants) rattachés à une maison de la terre, et constitués d'une pièce souterraine dont seul le toit dépasse du sol.
À la jonction des deux branches se trouve un vide appelé « charnière » : charnière temporelle, transition (passage de l'avant-vie à la naissance, de l'enfance à l'adolescence, de la vie à la mort), et charnière spatiale, lieu de réunion et de danse du bourg — danses rituelles rythmant l'année (solstices, fête des morts, de la fertilité, …).
Les habitations sont des bâtiments ayant en général un étage, et où peuvent cohabiter des familles de maisons différentes. Un couple marié habite généralement la maison de la mère de la femme, et l'homme séparé de sa femme revient en général dans la maison de sa mère.
Pour les Kesh, être riche c'est partager. Est pauvre celui qui ne partage pas : qui ne peut pas partager, ou bien qui garde, thésaurise.

## Le peuple Dayao
Dans leur propre langue, le terme dayao signifie « unique peuple. » Ils habitent dans la région des Champs de Lave (Lava Beds).
Sur de nombreux points, le peuple Dayao est l'anti-thèse du peuple Kesh :
- c'est un peuple nomade sédentarisé, qui se concentre dans deux grandes cités : la Cité (Sai) et la cité du Sud (Sainyan, à l'emplacement d'Alturas) ;
- c'est une société autoritaire, avec un pouvoir monarchique centralisé ;
- ils ne vénèrent qu'un seul dieu, Unique ;
- c'est un peuple expansionniste et guerrier ;
- le système est patriarcal, les femmes sont la possession des hommes et n'ont pas le droit de savoir lire ;
- le pouvoir et le statut social sont fondés sur l'accumulation de richesses et les castes :
  - Le Condor, Rehemar, est le messager entre les Dayao et Unique,
  - les Unique Guerrier forment la caste la plus élevée,
  - puis viennent les Vrai Condor,
  - les fermiers (tyon) et leurs femmes (hontik) forment la caste inférieure, ils n'ont pas le droit de savoir lire et doivent obéir aux Vrai Condor et aux Unique Guerrier.

## Influences
Ursula Kroeber Le Guin est la fille d'un anthropologue, Alfred Louis Kroeber, spécialiste des Amérindiens de Californie, et de l'écrivaine Theodora Kroeber qui a couché sur papier de nombreux contes amérindiens. On retrouve donc dans le peuple Kesh un certain nombre de caractère des Amérindiens ; selon Richard D. Erlich, on pourrait y voir une version romancée du Handbook of the Indians of California écrit par son père. Il y aurait également un certain nombre d'emprunt à The Inland Whale écrit par sa mère, en particulier l'importance du chiffre neuf et la carte de la vallée du Na qui ressemble à celle de l'ancien monde Yurok. La cataclysme à l'origine de la submersion du nord de la Californie pourrait aussi avoir été inspiré par les récits des Amérindiens relatant le tsunami qui avait touché cette zone en 1700. 
On peut également voir des influences taoïstes, en particulier la ressemblance du heyiya-if avec le taijitu, et le fait que son centre (la charnière) soit un vide : l'image du moyeu de la roue, le vide central qui donne son utilité au plein, est une métaphore classique du taoïsme, voir la section Plénitude du vide et autres paradoxes. Par ailleurs, Ursula Le Guin a déclaré en 1975 être « taoïste de manière désinvolte, et sérieusement non-chrétienne » (an unconsistent Taoist and a consistent un-Christian)

## Éditions
Certaines nouvelles sont parues avant l'édition du livre :
- The Trouble with the Cotton People (Les Ennuis avec le peuple du Coton) : paru en 1984 dans The Missouri Review, vol. 7, n°2 ;
- The Visionary (La Visionnaire : biographie de Pic Doré de la Serpentine de Telina-Na) : paru en 1984 dans Omni ;
- Dira : paru en 1984 dans Parabola: Myth and the Quest for Meaning, vol. 9, hiver ;
- Time in the Valley (Le temps dans la vallée) : paru en 1985 dans The Hudson Review: A magazine of Literature and Art, vol. 37, n°4, hiver 1985-1985 ;
- poèmes parus en 1985 dans Whole Earth Review, juillet 1985 :
  - It Was Never Really Different (Ça n'a jamais été vraiment différent),
  - A Song Used in Chumo when Damming a Creek or Diverting Water to a Holding Tank for Irrigation (Un chant qui servait à Chumo lorsque l'on dressait un barrage sur un ruisseau ou détournait l'eau vers une citerne pour l'irrigation),
  - A Bay Laurel Song (Une chanson laurier),
  - An Exhortation from the Second and Third Houses of the Earth (Une exhortation de la seconde et troisième maison de la terre).

L'ouvrage a également été édité en coffret  (ISBN 0-06-015456-X) avec une cassette audio intitulée Music and Poetry of the Kesh (litt. musique et poésie kesh), avec dix morceaux de musique et trois poèmes interprétés par Todd Barton.
L'ouvrage a aussi été traduit :
- en allemand : Immer nach Hause, Carcosa, 2023 ;
- en français : La Vallée de l'éternel retour, éd. Mnémos, 2012, réédition augmentée 2019 ;
- en russe : Всегда возвращаясь домой, Eksmo, 2005 ;
- en polonais : Wracać wciąż do domu, Prószyński, 1996 ;
- en serbe : Stalno se vraćajući kući, Polaris, 1992 ;
- en italien : Sempre la valle, Mondadori, 1986

## Prix littéraires
La Vallée de l'éternel retour a remporté le prix Janet Heidinger Kafka. Il a également été finaliste du National Book Award dans la catégorie fiction.